# Hoffer Ármin
Hoffer Ármin (Gyöngyös, 1870. március 14. – Budapest, 1941. december 23.) bölcseleti doktor, rabbi, Schweitzer József anyai nagyapja.

## Élete
Hoffer Sámuel és Herrmann Fanni fia. 1885 és 1895 között a budapesti rabbiképzőben tanult, sémi filológiát hallgatott. 1894. szeptember 22-én kapott bölcsészdoktori oklevelet a budapesti egyetemen, majd 1896-ban avatták rabbivá. Még ugyanebben az esztendőben Szentesre került, ahol hat évig működött, ezután 1902-ben Veszprémben lett főrabbi. A Ferenc József Országos Rabbiképző Intézet vezérlőbizottságának tagjai közé 1915-ben választották, az intézmény felső tanfolyamán 1926-tól tanított szertartástant és Talmudot. 1928-ban a szemináriumban rendes tanári kinevezést kapott. Irodalmi munkássága számottevő, értekezései mélyreható alaposságról tesznek tanúbizonyságot. Egyik legkorábban megjelent műve: A Szentírás hermeneutikus normáiról (Budapest, 1894.) Cikkeit közöle a Hacofe, a Magyar Izrael, a Múlt és Jövő, az Egyenlőség, az Országos Egyetértés, a Blau Emlékkönyv és a Zsidó Évkönyv. Sírja a budapesti Kozma utcai izraelita temetőben található (4A parcella, 11. sor, 7. sír).
Házastársa Polacsek Ilona (1880–1939) volt.

## Művei
- Az ó-héber sz. irodalom magyarázata a zsidó hagyományos irodalomban. (Bölcsészetdoktori értekezés, 8-r. 31 l.) Budapest, 1894. Trebitsch Bernát könyvny.[5]

## Külső hivatkozások
- Emléktáblája
- Fényképe